# 小行星4636
小行星4636（4636 Chile）是一颗绕太阳运转的小行星，为主小行星带小行星。该小行星于1988年2月13日发现。

## 轨道参数
小行星4636的轨道半长轴为2.6134329 UA，离心率为0.159。